# Ultralet rygsækvandring
Ultralet rygsækvandring (forkortet UL) er et specialbegreb indenfor trekking og andre former for friluftaktiviteter. UL kommer af det amerikanske begreb "UltraLight Backpacking" hvilket kan oversættes fra latin "ultra = yderligtgående" og engelsk "light = let" og "backpacking = rygsækrejse". 
En UL-entusiast kaldes en UltraLighter og/eller en UL'er.

## Historie
UL begrebet opstod oprindeligt i USA, inspireret af eventyreren og langdistance-vandreren Ray Jardine, og andre, der revolutionerede udstyret og måden at bruge det på, i forhold til traditionel vandring. Hans teknikker bliver  kaldt "The Ray Way". Det blev udbredt via hans bog fra 1992 PCT Hiker's Handbook, senere med ny titel Beyond Backpacking i 1999, som lagde fundamentet til mange teknikker som UL'ere bruger i dag. Jardine betragter ikke sig selv som decideret UL'er, men mange af idéerne omkring UL er hans.
For at skabe en ramme for begrebet fastsatte nogle en vægtgrænse, så der var et mål at gå efter, i forsøget på at spare så meget vægt som muligt.
Der er sket meget siden dengang, inden for udvikling af materialer, udstyr og teknikker, så mulighederne for at benytte sig af teknikkerne er blevet langt bedre i dag.

## Teknik
UL-vandring går ud på for vandreren at finde sine egne individuelle teknikker, kaldet systemer, til at komme under en rygsæk basisvægt på 4.500 gram (10 amerikanske pund). 
Basisvægt betyder rygsækken og al dens indhold, på nær det som konsumeres på en tur; det vil sige proviant, brændstof, solcreme, tandpasta og så videre. Det er en balance mellem egenskaber og det lettest mulige udstyr. Dette opnås ved på grammet at veje alle enkeltdele af grejet på en brev-/køkken- eller elektronvægt, notere det skematisk i et regneark og granske nødvendigheden af alle de enkelte ting der medbringes. Og derudfra kun medtage det letteste og absolut nødvendige og samtidig have en så sikker, sjov og behagelig tur som muligt. 
Der tages som oftest ligeledes hensyn til vægten på konsumering samt det der bæres direkte på kroppen; beklædning, solbriller, vandrestave osv. 
I samspil med individuelle evner, som en sikkerhedsbuffer til at klare sig i naturen, med minimale midler, sammensætter den enkelte sine oppakningssystemer.
Der findes underkategorier, for endnu lettere oppakning, kaldet SuperUltraLight (SUL) og eXtremeUltraLight (XUL) med henholdsvis 2.250 gram og 1.125 gram basisvægt, hvilket selvsagt kræver endnu større dedikation. Disse er frontløberne indenfor genren og er ofte mere inspirerede af udstyr og tøj til brug ved ultraløb, multisport og adventure race end af udstyr og tøj til traditionel vandring.

## Udstyr
Der kan ikke tales om decideret UL udstyr, da UL udgøres af hele summen af et samlet system. Der laves dog udstyr der sigter på netop det at gøre oppakningen så let som overhovedet muligt. Udstyret er på grund af dets lethed og simplicitet ofte sportspræget frem for at ligne decideret traditionelt vandreudstyr. Alt udstyret bliver lavet af lette materialer og mindst muligt af det. Det vil sige med henblik på fravær af diverse designdetaljer, såsom ekstra lommer, lynlåse, webbingremme, snore, kraftigt stof og andet som den enkelte finder unødvendigt.
Moderne letvægts materialer er blevet udviklet til at være meget stærke, specielt i det seneste årti, med den naturlige teknologiske udvikling. Dog er udstyret ofte mindre solidt end traditionelt udstyr, hvilket kræver mere erfaring, bevidsthed, finesse og omhu i brugen af det.
For at få en så let og billig løsning som muligt bruger mange UltraLightere upcycling og/eller hjemmelavet udstyr. I dag er det muligt, i specialbutikker for letvægtsvandring, at finde det meste udstyr, som så eventuelt kan modificeres til egen brug, alt efter ønske. Nogle enkelte mindre firmaer (kaldet cottage industry) specialdesigner også udstyr til individuelle behov.
Som eksempler på udstyr der typisk bruges til UL kan nævnes; lette vandre- eller terrænløbesko, dunsoveposer eller quilts, torsolængde liggeunderlag, hjemmelavede spritbrændere lavet ud af aluminiumsdåser. Det overvejes også om tingende kan bruges i forlængelse af hinanden til mere end én funktion, også kaldet multifunktion.
UL er en niche foretagelse, set i forhold til traditionel vandring. Masseproduktion, som med traditionelt udstyr, af udstyr egnet til UL hører fortsat til det opkommende. Der er dog undtagelser, som for eksempel de meget lette og tynde dunjakker, der fra UL har dannet mode verden over i vintersæsonen 2013/14. Intet større tøjfirma, indenfor friluftsliv og sport, har ikke en sådan type jakke i deres sortiment, selvom de aller letteste kvalitetsmodeller stadig laves af firmaer der fokuserer udelukkende på letvægtsgrej.
Udstyr til UL laves ofte af materialer som for eksempel: Carbon, Cuben fiber, Dyneema, plastik, Sil-nylon, Tyvek, aluminium og titanium.

## Systemer
Systemerne er individuelle teknikker til organisering, integreret og kombineret med hinanden, til de forskellige funktioner de skal bruges til. Systemer overlapper ofte hinanden, så alt er integreret.  
Det overordnede letvægtssystem er opbygget ud fra kriterierne ”De Tre Store”. De tre store er pakkesystemet (rygsæk o.a.), sovesystem (sovepose o.a.) og sheltersystem (presenning/telt o.a.). Disse tre udgør ofte det tungeste i en oppakning og er derfor de mest logiske først at tage i betragtning, for at spare mest vægt. Når disse samlet er under tre kilo, som tommelfingerregel, kan det betale sig at granske de mindre ting og detaljer og optimere sin oppakning.

### Pakkesystemet
Pakkesystemet er kombinationen af den organiserede, individuelle pakkeproces. Det involverer  hele processen af pakning og inkluderer alle dele der bæres i rygsækken og overlapper dermed alle andre systemer.
Pakkesystemet kan for eksempel bestå af: Rygsæk, alle pakposer og måden det pakkes på.
Pakkesystemet kan for eksempel integreres i sovesystemet ved at bruge rygsækken og andre pakposer som multifunktion liggeunderlag til benene. En grejpose med blødt indhold kan for eksempel bruges som pude.

### Sovesystemet
Sovesystemet er den kombinerede, organiserede, individuelle process ved hvile. Det kan involvere en systematisk rækkefølge af forberedelse, rejsning og nedtagning af en lejr og udstyret omkring det. De færreste lejrpladsforhold er de samme, så ofte må der improviseres på ny.
Sovesystemet kan for eksempel bestå af: Telt eller presenning, sovepose, liggeunderlag, lag af tøj og andet der kan isolere for at holde på kropsvarmen.
Sovesystemet kan integreres i pakkesystemet ved at bruge liggeunderlaget som femdobbelt multifunktion som rygsækkens ramme, ryg polstring i rygsækken, afstivning af rygsækken og beskyttelse af dens indhold.
Soveposen kan også integreres i et beklædningssystem, ved sommetider at fungere som isolerende lag som tæppe om overkroppen. Eventuelt under en rummelig jakke.
Fuldt påklædt i alt medbragt tøj, fungerer tøjet og soveposen sammen og bør passe præcis til de værst tænkelige vejrforhold i området, samtidig med at udøveren stadig har det relativt behageligt.

## Idé og filosofi
Idéen går ud på at det relativt svære forarbejde ved indlæring af teknikker og minutiøs planlægning opvejes ved letheden ude på tur. At jo mere planlægning og mindre der er at bære på, jo mere relativ frihed. Det være sig hurtig pakning, bevægelsesfrihed, både tempo, smidighed og eventuel langdistance-vandring (samlet kaldet fastpacking), frihed fra det materielle og muligheder for improvisering og valg af rute og terræn. 
Filosofien bygger på minimalisme, som opstået i diverse traditionelle nomadekulturer og Østasiatiske Zenkulturer, med ”mindre er mere” (Less Is More). At mindre materiel giver større fysisk og mentalt overskud til at begå sig og samtidig have overskud til at værdsætte [at være til stede] og værne bæredygtigt om den omkringliggende natur. Der gås ud fra at hjernen er det bedste udstyr og UL'eren kompenserer derfor med viden og egenskaber i overlevelse og Bushcraft, frem for at kompensere ved at medbringe mere og kraftigere såkaldt ”sikkerhedsudstyr” og unødvendig luksus. Viden og personlige evner omkring sikkerhed i naturen kommer derfor i første række, før udstyr, inden det er muligt at UL vandre sikkert og forsvarligt.
Mange UL'ere følger desuden efterlad ingen spor LNT (Leave No Trace) etikken for bæredygtig færden i spidsbelastede naturområder, hvilket ses i forlængelse af den mindre miljøbelastning som mindre brug af resurser og materialer afstedkommer.

## Kategorisering
UL opdeler i kategorier ud fra rygsækkens vægt, for at have et mål at gå efter og for at gøre det lettere at adskille hvad emnet drejer sig om i en debat.
- Traditionel rygsækvandring (kaldet Trad): Over 9.000 gram basisvægt.
- Letvægt rygsækvandring (kaldet Lightweight): Mellem 4.500-9.000 gram basisvægt.
- UL rygsækvandring: Under 4.500 gram basisvægt.
- SUL rygsækvandring: Under 2.250 gram basisvægt.
- XUL rygsækvandring: Under 1.125 gram basisvægt.

## Kontroverser
UL er blevet kritiseret for at være ekstremt og elitært, fordi det først og fremmest kræver nærstudier af specialviden og dedikation at tilegne sig evnerne. Også fordi tilgangen til udstyr der er velegnet til det, før i tiden enten måtte hjemmelaves, var meget dyrt og/eller svært at anskaffe. Dette er ikke længere tilfældet. Med Internettet er det blevet muligt, til relativt billige priser, at anskaffe sig high-end produkter, der kan indgå som en del af en UL oppakning.
UL er ligeledes blevet kritiseret for at skabe et skel og opdeling af friluftsliv-udøverne i kategorier. En misforståelse der bygger på at nogle UL'ere har skabt en opdeling af tilgangen til friluftsliv, set i forhold til vægt af oppakning – ikke i forhold til evner. Dette var gjort ud fra at have et mål at gå efter og præcisere et samtaleemne, ikke for at opdele i ”gode” og ”dårlige” udøvere af friluftsliv. Selvom én ikke er UL'er, kan vedkommende sagtens besidde de nødvendige evner. Kritikken, fremsat i ønsket om åbenhed, havde den modsatte effekt, at UL-miljøet lukkede sig om sig selv. Den nu større udbredelse har ført til større åbenhed udadtil og igen fået debatten i gang, hvor nogle få traditionelle vandrere føler sig trængt af de større krav til færdigheder og ekspertise. Kritikken bærer ofte præg af Jantelov og marketing-påvirkning.
Begrebet ”stupid light” er opstået grundet nogles overdrevne lette oppakning, målt i forhold til deres reelle individuelle færdigheder, og det dermed følgende ubehag og/eller fare på tur.